# Бобровский, Пётр Семёнович
Пётр Семёнович Бобровский (5 июля 1880, Нижний Новгород — 1947, Бутырская тюрьма) — земский деятель, депутат Совета народных представителей, министр труда Второго Крымского краевого правительства.

## Биография
Отец  Семен Александрович (1832 — не позднее 1901), педагог, директор Нижегородского реального училища, мать Софья Львовна (урождённая Ергомышева). Родился 5 июля (22 июня) 1880 года в Нижнем Новгороде. Окончил Орловскую гимназию. Учился в Московском университете, откуда был исключён за участие в студенческом движении. В 1902 году поселился в Орле, где стал активистом РСДРП. 29 апреля 1903 году арестован, затем выслан в Вологодскую губернию.
Был гласным Симферопольской городской думы, потом членом губернской земской управы.  
В 1917 году — помощник Таврического губернского комиссара Временного правительства. В ноябре 1917 года - депутат Совета народных представителей. С ноября 1918 до апреля 1919 года — министр труда Второго Крымского краевого правительства С. Крыма, а по совместительству был краевым секретарем (управляющим делами правительства). Эвакуировался из Севастополя 15 апреля 1919 на греческом судне «Надежда». С возвращением ВСЮР контроля над Крымом вернулся.  В 1920 году редактор газеты «Южные ведомости». В ноябре 1920 года эвакуировался из Крыма в Турцию, с декабря 1920 года жил в Сербии, впоследствии — в Германии, Франции, Чехословакии.
Работал в Русском заграничном историческом архиве (1924—1942). Имел адвокатскую практику. Член ОРЮ в Праге. В 1946 году арестован работниками СМЕРШ. Умер в Москве в Бутырской тюрьме в 1947 году.
Писал музыку (сочинял небольшие салонные пьесы), стихи, статьи по самым разным вопросам. Он оставил очерк о Ф. И. Тютчеве, воспоминания о Л. Н. Толстом. Написал мемуарный очерк «Крымская эвакуация. Неоконченный дневник 1920 года».

## Семья
- Жена — Ева Самойловна Бобровская (в девичестве Фригоф; 1885, Кишинёв — 1956, Москва)[3]. Вторым браком (с 1935 года) была замужем за В. А. Обручевым. Её сестра Эсфирь была замужем за географом Н. Н. Клепининым (1869—1936).
  - Сын — доктор искусствоведения Виктор Петрович Бобровский (1906—1979), музыковед, педагог.